# Mimastra badia
Mimastra badia es una especie de insecto coleóptero perteneciente a la familia Chrysomelidae.
Fue descrita científicamente en 1989 por Kimoto.